# Seznam československých hráčů v NHL v sezóně 1989/1990
Toto je seznam hráčů Československa a jejich statistiky v sezóně 1989/1990 NHL.
- Stanley Cup v této sezóně získal Petr Klíma s týmem Edmonton Oilers.

| Tým                   | Věk | Hráč             | Post | Počet zápasů | Branky | Asistence | Body | Počet zápasů v play off | Branky v play off | Asistence v play off | Body v play off |
| --------------------- | --- | ---------------- | ---- | ------------ | ------ | --------- | ---- | ----------------------- | ----------------- | -------------------- | --------------- |
| Washington Capitals   | 23  | Michal Pivoňka   | F    | 77           | 25     | 39        | 64   | 11                      | 0                 | 2                    | 2               |
| Edmonton Oilers       | 25  | Petr Klíma       | F    | 76           | 30     | 33        | 63   | 21                      | 5                 | 0                    | 5               |
| New York Islanders    | 23  | David Volek      | F    | 80           | 17     | 22        | 39   | 5                       | 1                 | 4                    | 5               |
| Montreal Canadiens    | 23  | Petr Svoboda     | D    | 60           | 5      | 31        | 36   | 10                      | 0                 | 5                    | 5               |
| Calgary Flames        | 31  | Jiří Hrdina      | F    | 64           | 12     | 18        | 30   | 6                       | 0                 | 1                    | 1               |
| Philadelphia Flyers   | 22  | Jiří Látal       | D    | 32           | 6      | 13        | 19   | Ne                      |                   |                      |                 |
| Edmonton Oilers       | 26  | Vladimír Růžička | F    | 25           | 11     | 6         | 17   | Ne                      |                   |                      |                 |
| New York Rangers      | 28  | Miloslav Hořava  | D    | 45           | 4      | 10        | 14   | 2                       | 0                 | 1                    | 1               |
| Los Angeles Kings     | 24  | Petr Prajsler    | D    | 34           | 3      | 7         | 10   | 3                       | 0                 | 0                    | 0               |
| Minnesota North Stars | 25  | František Musil  | D    | 56           | 2      | 8         | 10   | 4                       | 0                 | 0                    | 0               |
| Quebec Nordiques      | 24  | Jaroslav Ševčík  | F    | 13           | 0      | 2         | 2    | Ne                      |                   |                      |                 |

- F = Útočník
- D = Obránce